# ムラデン・ルドニャ
ムラデン・ルドニャ（Mladen Rudonja、1971年7月26日 - ）は、スロベニア (旧ユーゴスラビア)・コペル出身の元同国代表サッカー選手。現役時代のポジションはFW。
実子のロイ・ルドニャも同じくプロサッカー選手である。

## 来歴
スロベニア代表として通算65試合1得点を記録。現役時代はフォワードとしてプレーしていたが、同代表では53試合目に初得点を挙げるまで無得点が続いていた。また、初得点を挙げた試合は、2002 FIFAワールドカップ・ヨーロッパ予選のルーマニア代表とのプレーオフであり、1-1となる同点弾を決めてスロベニア代表のワールドカップ初出場を決定させた得点であった。

## 代表歴

### 出場大会
- スロベニア代表
  - 2000年 - UEFA EURO 2000
  - 2002年 - 2002 FIFAワールドカップ

### 試合数
- 国際Aマッチ 66試合1得点（1993年-2003年）[3]

| スロベニア代表 | 国際Aマッチ | 国際Aマッチ |
| 年             | 出場        | 得点        |
| -------------- | ----------- | ----------- |
| 1993           | 1           | 0           |
| 1994           | 4           | 0           |
| 1995           | 2           | 0           |
| 1996           | 3           | 0           |
| 1997           | 4           | 0           |
| 1998           | 9           | 0           |
| 1999           | 10          | 0           |
| 2000           | 9           | 0           |
| 2001           | 12          | 1           |
| 2002           | 8           | 0           |
| 2003           | 4           | 0           |
| 通算           | 66          | 1           |